# Amblyjoppa brunneipennis
Amblyjoppa brunneipennis är en stekelart som först beskrevs av Smith 1859.  Amblyjoppa brunneipennis ingår i släktet Amblyjoppa och familjen brokparasitsteklar. Inga underarter finns listade i Catalogue of Life.